# Virgen de los Remedios (Alcorcón)
La Virgen María, bajo la advocación de Nuestra Señora de los Remedios es la patrona de la ciudad de Alcorcón (Comunidad de Madrid, España).
Esta imagen es comúnmente conocida como Virgen de los Remedios. Las primeras referencias a la imagen datan datan de 1786. 
La ermita de Nuestra Señora de los Remedios, situada a las afueras del casco antiguo de Alcorcón, acoge la Imagen durante la mayor parte del año, a excepción del periodo de las Fiestas Patronales, durante las cuales es trasladada a la Iglesia de santa María la Blanca.

## Historia
En el año 1499, fue organizada una expedición a las Indias, capitaneada por Alonso de Montálban, Aposentador Real. De regreso a España, un cocodrilo de grandes dimensiones les empezó a perseguir. Atemorizados, arribaron en Portobelo (Panamá). 
En su estancia, volvió a aparecer el caimán. Los soldados se pusieron a rezar a la Virgen para que les salvara, cuando una rama cayó sobre el caimán y lo mató. Esto fue atribuido como un milagro de La Virgen, que según narra la tradición, era la Virgen de los Remedios, de la que era muy devota Alonso de Montalbán. Esta se posó sobre el árbol e hizo caer una rama sobre el caimán. Por otra parte se cuenta que la imagen de la Virgen fue hallada en un nicho en el interior del árbol y esta fue traída a España.
En la Iglesia de San Gines de Madrid fue construida una capilla en honor a este milagro, donde se colocó la piel del Caimán, actualmente desaparecida.
Quedó constancia de este suceso en el Archivo de la Iglesia:

En tiempos de los Reyes Católicos, doña Isabel y don Fernando, en uno de los viajes que hizo a Indias Alonso de Montalbán, su Aposentador, cuando volvía a España con otros caballeros, llegaron a Portobelo en busca de alimentos, y por tres veces les acometió un feroz caimán o lagarto marino. Perseguidos por él, saltaron a tierra para matarle, y fueron arrimándose a un árbol, junto al cual le alancearon, y alzando los ojos al cielo dicho Montalbán (...) vieron sobre las ramas de dicho árbol a esta devotísima imagen de Nuestra Señora con gran resplandor y admiración suya, bajáronla de él (...) y condujéronla al barco, experimentando su protección durante el viaje (...)
Archivo Histórico de San Ginés

De forma parecida contaba el suceso Jerónimo de la Quintana, quien explicando la presencia del «lagarto marino» en la iglesia localizaba el suceso en 1522 y afirmaba que la imagen de la Virgen se halló bajo el caimán.

### La Virgen en Alcorcón
En la expedición de Alonso de Montalbán había un marinero alcorconero, Rodrigo de Mendoza. Este fue partícipe del milagro de la Virgen y a su regreso a Alcorcón extendió la noticia por el pueblo. Se construyó una ermita con una talla de la Virgen, bajo la advocación de Los Remedios, y se creó una hermandad para rendirla culto. Al poco tiempo se la dotó de una carroza y fue proclamada patrona de Alcorcón. 
Aunque el hecho se produjo cercano a la mitad del siglo XVI, esta advocación no figuró en las Relaciones de Felipe II de 1576. En enero de 1786, el cura de Alcorcón es convocado por el Arzobispado de Toledo,para que aporte información sobre el pueblo. Esta fue recogida en las Relaciones de Lorenza. En ella figura la existencia de una ermita dedicada a la Virgen de los Remedios al lado del Camino Real. Es el primer apunte histórico sobre la advocación.
A comienzos de la Guerra Civil la ermita fue derruida y la imagen se trasladó a la Iglesia del pueblo. Se consiguió conservar una corona del año 1800, dos cetros de principios del siglo XVIII y el manto. La actual ermita se inauguró el 31 de mayo de 1954. A la imagen se la dotó de un nuevo manto, dos carrozas y nuevas joyas. 
En el año 2014 se iniciaron los trámites para que se pudiera realizar la coronación canónica de la imagen. El 25 de mayo de 2015 se llevó a cabo la ceremonia, siendo coronada la imagen por el obispo de Getafe. Al acto asistieron 4000 personas.

## La hermandad
La Hermandad de Nuestra Señora de los Remedios, fue creada con el fin de incrementar el culto y devoción a la advocación. 
La Hermandad carece de estatutos desde su refundación en 1940. Los primeros desaparecieron tras la Guerra de Independencia. Para poder ser hermano, no se requiere ningún requisito.
Sus obligaciones son:
- Recoger sugerencias e iniciativas de los hermanos y, una vez aprobadas, ejecutarlas.
- Organizar las fiestas patronales, invitar a las autoridades y preparar los actos con un mes de antelación.
- Elegir al orador sagrado de la fiesta.
- Velar por la conservación de la fábrica de la ermita y sus objetos litúrgicos.

## Las fiestas en honor a Nuestra Señora de los Remedios
Las Fiestas Patronales de Alcorcón se celebran como sigue:
- Una semana antes al 6 de septiembre, subida de la virgen a la Iglesia de Santa María la Blanca en solemne procesión.
- Todos los días novena a la virgen y misa a cargo del párroco de cada parroquia de Alcorcón, hasta el 6 de septiembre.
- Bajada el 6 de septiembre a la ermita.
- subida el 7 de septiembre por la tarde, de la ermita a la Iglesia de Santa María La blanca en solemne procesión.
- el 8 de septiembre, festividad de la virgen, misa en honor a la patrona de la ciudad.
- El 8 de septiembre por la tarde, recorrido por las calles del casco antiguo de la ciudad y bajada a la ermita hasta el año siguiente.